# زونگولداغ

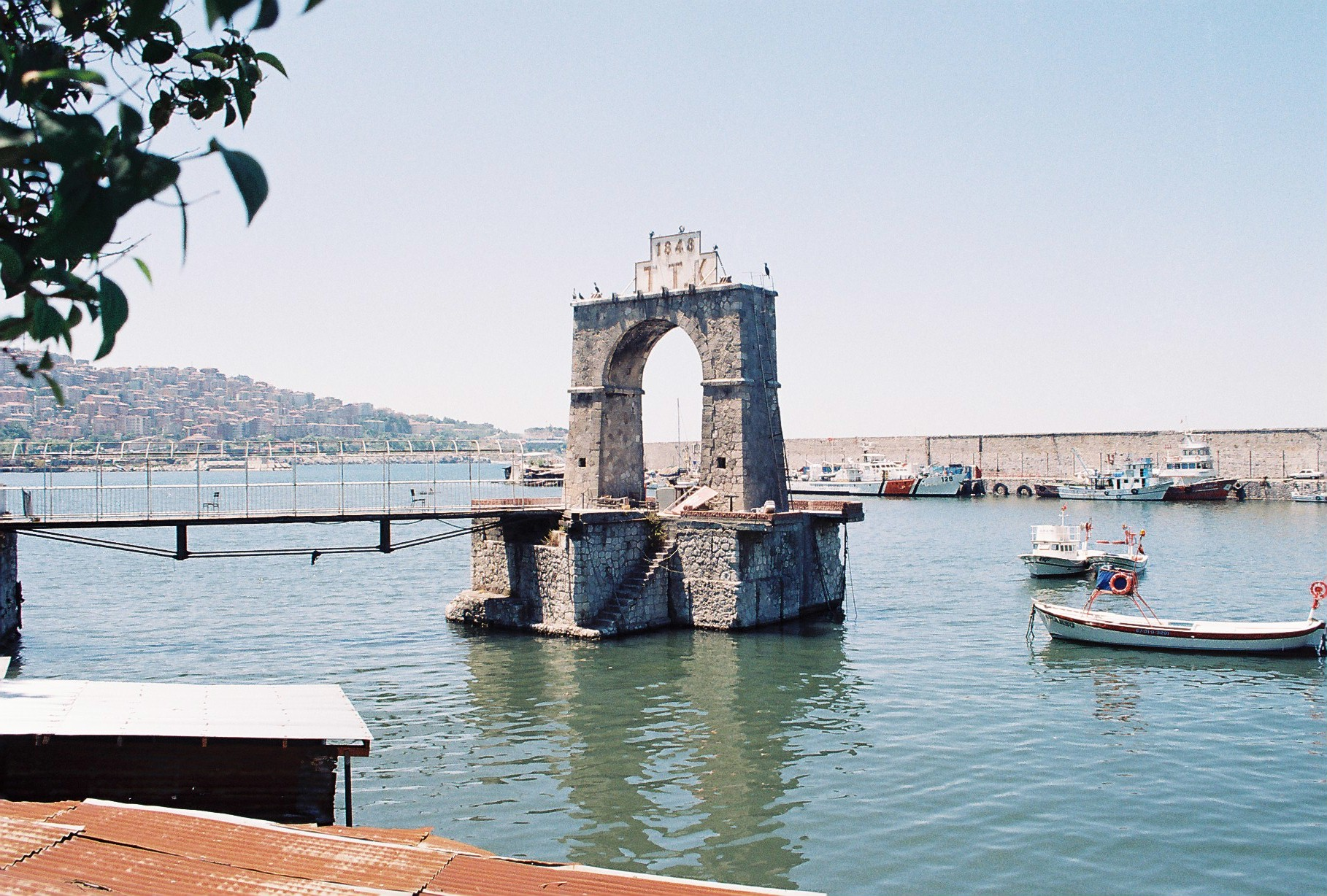
بندر زغال‌سنگ قدیمی زنگولداغ ساخته شده در سال ۱۸۴۸

زونگولداغ (به ترکی استانبولی: Zonguldak؛ به ترکی عثمانی: زونغولداق) مرکز استان زونگولداغ، شهری در کشور ترکیه است.